# 劉賛 (前燕)
劉 賛（りゅう さん、生没年不詳）は、五胡十六国時代の前燕の人物。字は彦真。平原郡の出身。

## 生涯
321年12月、鮮卑慕容部の大人慕容廆は学校を作った。慕容廆は儒学に通じているとして劉賛を東庠祭酒に任じ、学校の統括を行わせた。慕容廆の子の慕容皝を遣わして学生とともに授業を受けさせ、時間があれば慕容廆も聴講していた。
これ以後の事績は、史書に記されていない。

## 人物・逸話
経学に通じ、性格は清廉潔白で貞節を重んじた。非礼に動じることなく、弟子らもこれに従い、劉賛の授業を受ける者らは常時数百人いたという。